# Sauli Niinistö
Sauli Niinistö   (Salo, 24 d'agost de 1948) Sauli Väinämö Niinistö és un polític finès que fou el 12è president de Finlàndia del 2012 al 2024.
Advocat, Niinistö fou regidor de la seva ciutat del 1977 al 1992. Diputat des del 1987, el 1994 fou elegit líder del Partit de la Coalició Nacional (KOK), i el 1995 ministre de Justícia, tot i que va passar a Finances del 1996 al 2003. Des del 2002, és president honorari del Partit Popular Europeu. Mentre era ministre, i vidu, va tenir una relació sentimental amb una diputada de l'oposició i, poc després de deixar-ho, el 26 de desembre del 2004, a Tailàndia, va sobreviure al tsunami grimpant a un pal de la llum amb el seu fill. El 2006 fou el candidat a la Presidència de Finlàndia pel KOK, i del 2007 al 2011 fou president de l'Eduskunta/Riksdag.
El 2012 tornà a optar a la Presidència pel KOK, derrotant un sorprenent Pekka Haavisto, de la Lliga Verda, amb el 62,6% dels vots a la segona volta. L'1 de març del 2012 Niinistö prengué possessió del càrrec, que el KOK no tenia des que Juho Kusti Paasikivi va plegar el 1956.